# Oleksij Tjerednyk
Oleksij Tjerednyk, född den 15 september 1960 i Dusjanbe, Sovjet (nuvarande Tadzjikistan), är en tadzjikistansk (och tidigare sovjetisk) före detta fotbollsspelare som med det Sovjetiska landslaget tog OS-guld vid de olympiska sommarspelen 1988 i Seoul.

### Webbkällor
- Denna artikel är helt eller delvis översatt från motsvarande artikel på engelska wikipedia.
- Sports-reference.com (engelska)
- (ryska) Profil på TeamRussia